# Ґлушина (Мазовецьке воєводство)
Ґлушина (пол. Głuszyna) — село в Польщі, у гміні Кльвув Пшисуського повіту Мазовецького воєводства. Населення — 348 осіб (2011).
У 1975-1998 роках село належало до Радомського воєводства.

## Демографія
Демографічна структура станом на 31 березня 2011 року:
|          | Загалом | Допрацездатний вік | Працездатний вік | Постпрацездатний вік |
| -------- | ------- | ------------------ | ---------------- | -------------------- |
| Чоловіки | 175     | 34                 | 124              | 17                   |
| Жінки    | 173     | 34                 | 102              | 37                   |
| Разом    | 348     | 68                 | 226              | 54                   |